# Röderland
Röderland ist eine Gemeinde im südbrandenburgischen Landkreis Elbe-Elster.

## Geografie

### Lage
Röderland liegt an den Flüssen Schwarze Elster und Große Röder, letztere wurde zum Namensgeber der Einheitsgemeinde. Außerdem wird das Gemeindeterritorium vom Grödel-Elsterwerdaer Floßkanal durchzogen, einem künstlich zur Holzflößerei zwischen Elbe und Schwarzer Elster angelegten Kanal, der als Baudenkmal gilt.

### Klima
Das Gebiet der Gemeinde Röderland liegt mit seinem humiden Klima in der kühl-gemäßigten Klimazone, jedoch ist ein Übergang zum Kontinentalklima spürbar. Die nächsten Wetterstationen befinden sich in Richtung Nordosten in Doberlug-Kirchhain, westlich in Torgau und südlich in Oschatz und Dresden.

### Gemeindegliederung
Die Gemeinde  besteht aus den Ortsteilen Haida, Prösen, Reichenhain, Saathain, Stolzenhain, Würdenhain und Wainsdorf. Hinzu kommt der Wohnplatz Maiblumengehege.
Der Verwaltungssitz der Gemeinde Röderland befindet sich in Prösen, dem größten der sieben Ortsteile.

## Geschichte

Die Ortsteile der Gemeinde Röderland auf einer geschichtlichen Karte des Kreises Liebenwerda (1910).

→ Siehe auch: Geschichte der einzelnen Ortsteile
Historisch gehörten die einzelnen Ortsteile ursprünglich drei verschiedenen Herrschaftsbereichen an. Während der heute größte Ort Prösen, wie Saathain und Stolzenhain der Herrschaft Saathain untertänig war, gehörten Reichenhain, Haida und Würdenhain zur Anfang des 15. Jahrhunderts gewaltsam aufgelösten Herrschaft Würdenhain, die in jener Zeit in der Herrschaft Mühlberg aufging. Die Schradengemeinde Wainsdorf gehörte hingegen zur Herrschaft Frauenhain im heutigen Sachsen.

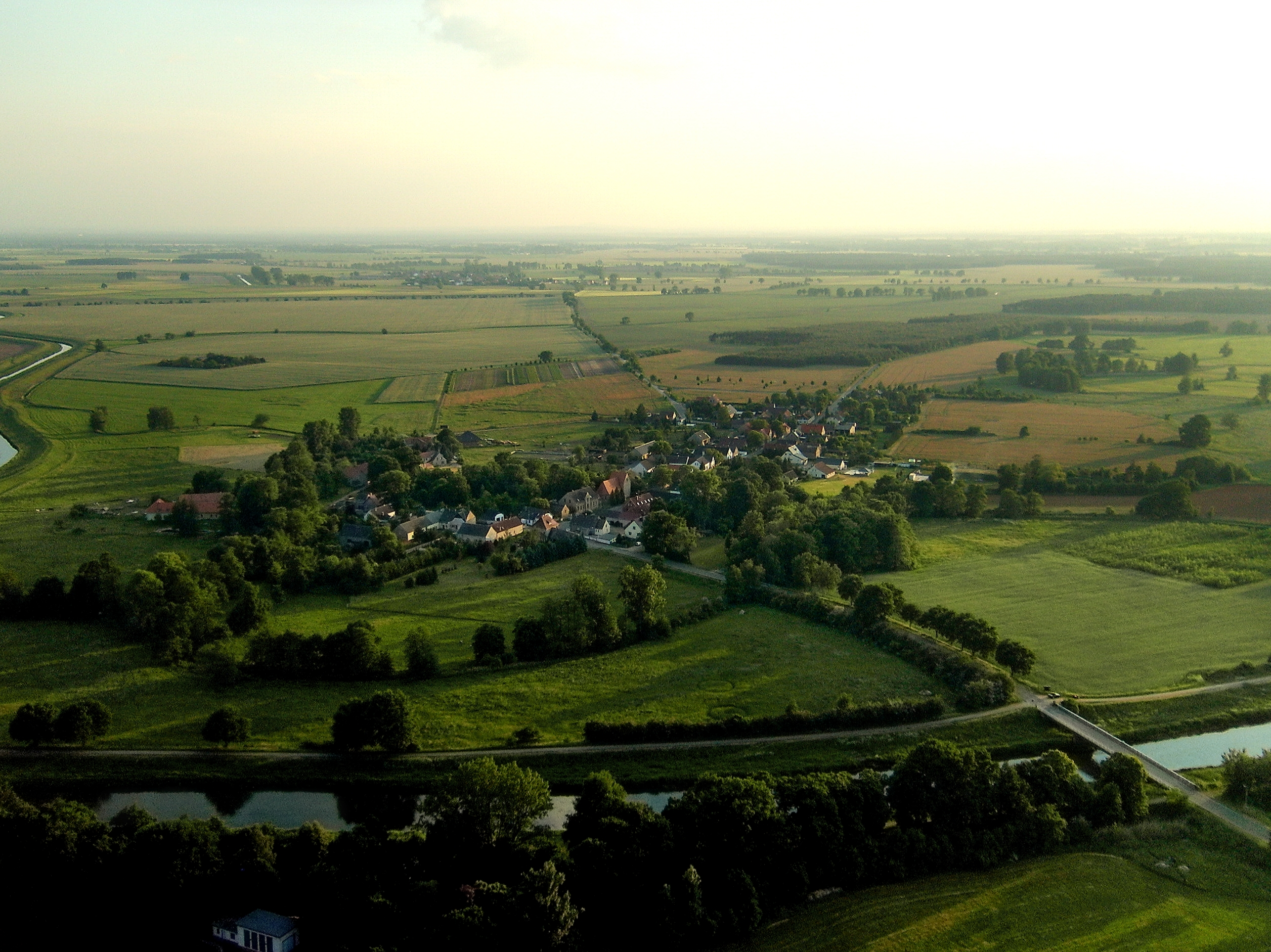
Würdenhain an der Einmündung der Großen Röder in die Schwarze Elster

Dorfanger von Stolzenhain mit Dorfkirche

Die erste urkundliche Erwähnung Saathains ist für das Jahr 1140 in einem Vertrag des Bischofs Udo von Naumburg mit dem Markgrafen Konrad von Meißen nachgewiesen. Die ursprünglich castrum Sathim genannte Burg ist eine der ältesten bekannten Wehranlagen an der Schwarzen Elster. Im ausgehenden Zweiten Weltkrieg kam es im April 1945 zu einem vorsätzlich gelegten Brand zur Zerstörung des Schlosses, wobei auch zahlreiche hier eingelagerte Kunstschätze und das alte umfangreiche Schlossarchiv verloren gingen.
Ebenfalls im Jahre 1140 wurde Prösen urkundlich erstmals erwähnt. Mit dem im 18. Jahrhundert erfolgten Bau des Elsterwerda-Grödel-Floßkanals sowie den Bahnstrecken Elsterwerda–Dresden und Riesa–Elsterwerda, die Ende des 19. Jahrhunderts entstanden, erlangte der Ort eine gewisse wirtschaftliche Bedeutung und er ist in der Gegenwart der größte Ortsteil der Gemeinde.
Im kleinsten Ortsteil der Gemeinde Röderland, dem 1346 erstmals urkundlich erwähnten Würdenhain, gab es wie in Saathain nachweislich eine befestigte Anlage in Form einer Burg oder eines Schlosses, die vermutlich im ersten Viertel des 11. Jahrhunderts entstand. 1370 war die Herrschaft Würdenhain im Besitz des römisch-deutschen Kaiser Karl IV. Das Schloss wurde 1442 auf Befehl des sächsischen Kurfürsten Friedrich der Sanftmütige zerstört, da sich der dortige kursächsische Vasall des Landfriedensbruches schuldig gemacht hatte und das Herrschaftsgebiet der benachbarten Herrschaft Mühlberg zugeteilt. Als das Gebiet durch Tausch- und Kaufgeschäfte an den böhmischen Adligen Hinko Birke von der Duba kam, wurde in der Kaufurkunde vermerkt: „Das Waell zcu Werdenhein sol zcu ewigen Zeiten nicht bebauwet noch betzimmert werden.“
Das nördlich gelegene Haida gehörte ursprünglich zur Herrschaft Würdenhain. Der Ort wurde 1349 urkundlich erstmals als „Heyde“ erwähnt und entstand im früher vielarmigen Flussgebiet der Schwarzen Elster um einen heute immer noch zu erkennenden dreieckigen Dorfanger. Mitte des 19. Jahrhunderts begann mit der Baugenehmigung für einen Ziegelofen und dem Bau der Eisenbahnstrecke Węgliniec–Falkenberg/Elster die Industrialisierung des Ortes. Traditionell hat im Dorf neben dem Baumschulwesen seit dieser Zeit die Kies- und Sandgewinnung große Bedeutung.
Das 1335 als „Rychinheim“ urkundlich erwähnte Reichenhain gehörte ursprünglich wie Haida zur Herrschaft Würdenhain. Die erste urkundliche Erwähnung des benachbarten Stolzenhain stammt aus dem Jahr 1406. Ursprünglich gehörte das Dorf zur Herrschaft Saathain.
Ebenfalls 1406 wurde das am Schraden gelegene Wainsdorf erstmals urkundlich erwähnt. Zu dieser Zeit war das Dorf im Besitz der Herren von Köckeritz, kam allerdings bereits 1425 an Otto von Pflug auf Frauenhain und später an die Herrschaft Zabeltitz.
Die heutigen Ortsteile der Gemeinde Röderland gehörten bis 1952 zum Landkreis Liebenwerda, der von 1816 bis 1952 in der preußischen Provinz Sachsen, im Land Sachsen-Anhalt der SBZ und in der DDR  bestand.  Durch die Verwaltungsreform von 1952 entstand der Kreis Bad Liebenwerda im Bezirk Cottbus, dem die Gemeinden bis 1993 angehörten (ab 1990 im Land Brandenburg). Seitdem gehören sie zum Landkreis Elbe-Elster.
Röderland entstand am 26. Oktober 2003 aus dem freiwilligen Zusammenschluss der bis dahin selbstständigen Gemeinden Haida, Prösen, Reichenhain, Saathain, Stolzenhain und Wainsdorf des Amtes Röderland.

## Bevölkerungsentwicklung
| Jahr | Einwohner |
| ---- | --------- |
| 2003 | 4 844     |
| 2005 | 4 705     |
| 2010 | 4 358     |
| 2015 | 3 957     |
| 2020 | 3 823     |

| Jahr | Einwohner |
| ---- | --------- |
| 2021 | 3 739     |
| 2022 | 3 716     |
| 2023 | 3 664     |
| 2024 | 3 618     |

Gebietsstand des jeweiligen Jahres, Einwohnerzahl: Stand 31. Dezember, ab 2011 auf Basis des Zensus 2011, ab 2022 auf Basis des Zensus 2022

## Politik

### Gemeindevertretung
Die Gemeindevertretung von Röderland besteht aus 16 Gemeindevertretern und dem hauptamtlichen Bürgermeister. Die Kommunalwahl am 26. Mai 2019 führte bei einer Wahlbeteiligung von 62,5 % zu folgendem Ergebnis:

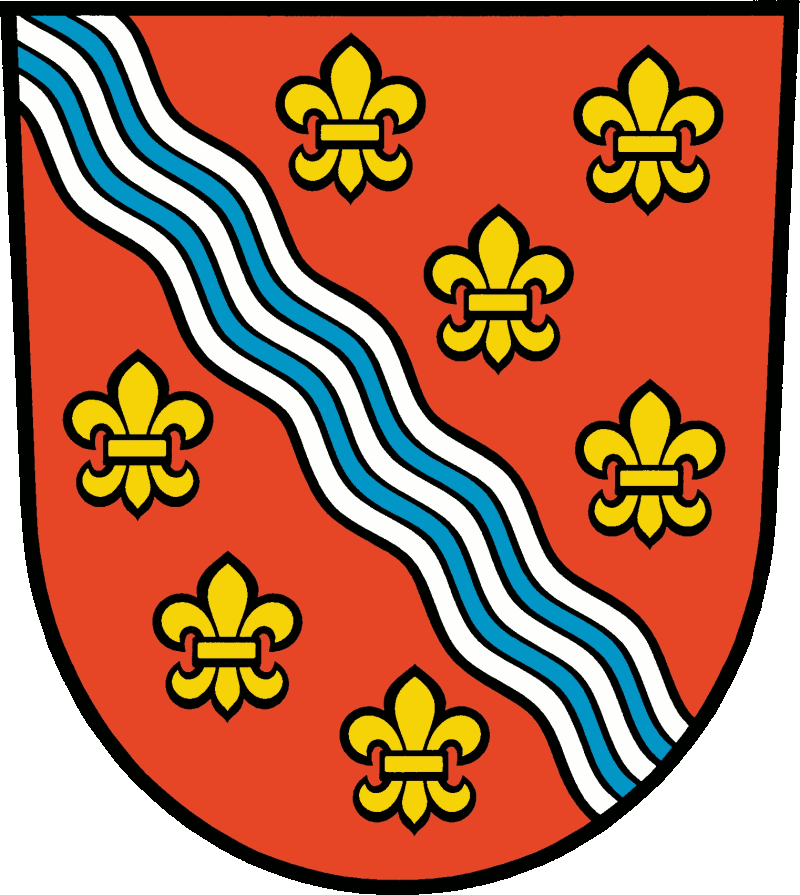
Wappen

| Partei / Wählergruppe                      | Stimmenanteil | Sitze |
| ------------------------------------------ | ------------- | ----- |
| SPD                                        | 18,1 %        | 3     |
| AfD                                        | 14,4 %        | 2     |
| CDU                                        | 12,3 %        | 2     |
| Freie Wählergemeinschaft Saathain          | 11,5 %        | 2     |
| Wählergemeinschaft Haida                   | 08,7 %        | 1     |
| Die Linke                                  | 07,5 %        | 1     |
| Unabhängige Wählergemeinschaft Stolzenhain | 06,8 %        | 1     |
| Wählergemeinschaft Reichenhain             | 06,3 %        | 1     |
| Unabhängige Wählervereinigung Wainsdorf    | 05,5 %        | 1     |
| Wählergemeinschaft Würdenhain              | 03,9 %        | 1     |
| Einzelbewerber Joachim Groß                | 03,4 %        | 1     |
| Einzelbewerberin Silvia Bruntsch           | 01,7 %        | –     |

### Bürgermeister
- 2003–2011: Heiderose Hubrig[9]
- seit 2011: Markus Terne[10]

Terne wurde in der Bürgermeisterwahl am 1. September 2019 ohne Gegenkandidat mit 85,7 % der gültigen Stimmen für eine weitere Amtszeit von acht Jahren gewählt.

### Wappen
Das Wappen der Gemeinde Röderland wurde am 2. Dezember 2003 genehmigt.
Blasonierung: „In Rot ein silbern-blau gewellter Schrägbalken, begleitet oben von vier unten von drei goldenen Lilien.“
Das Wappen wurde vom Heraldiker Frank Diemar gestaltet.

## Sehenswürdigkeiten
→ Siehe auch: Liste der Baudenkmale in Röderland und Liste der Bodendenkmale in Röderland

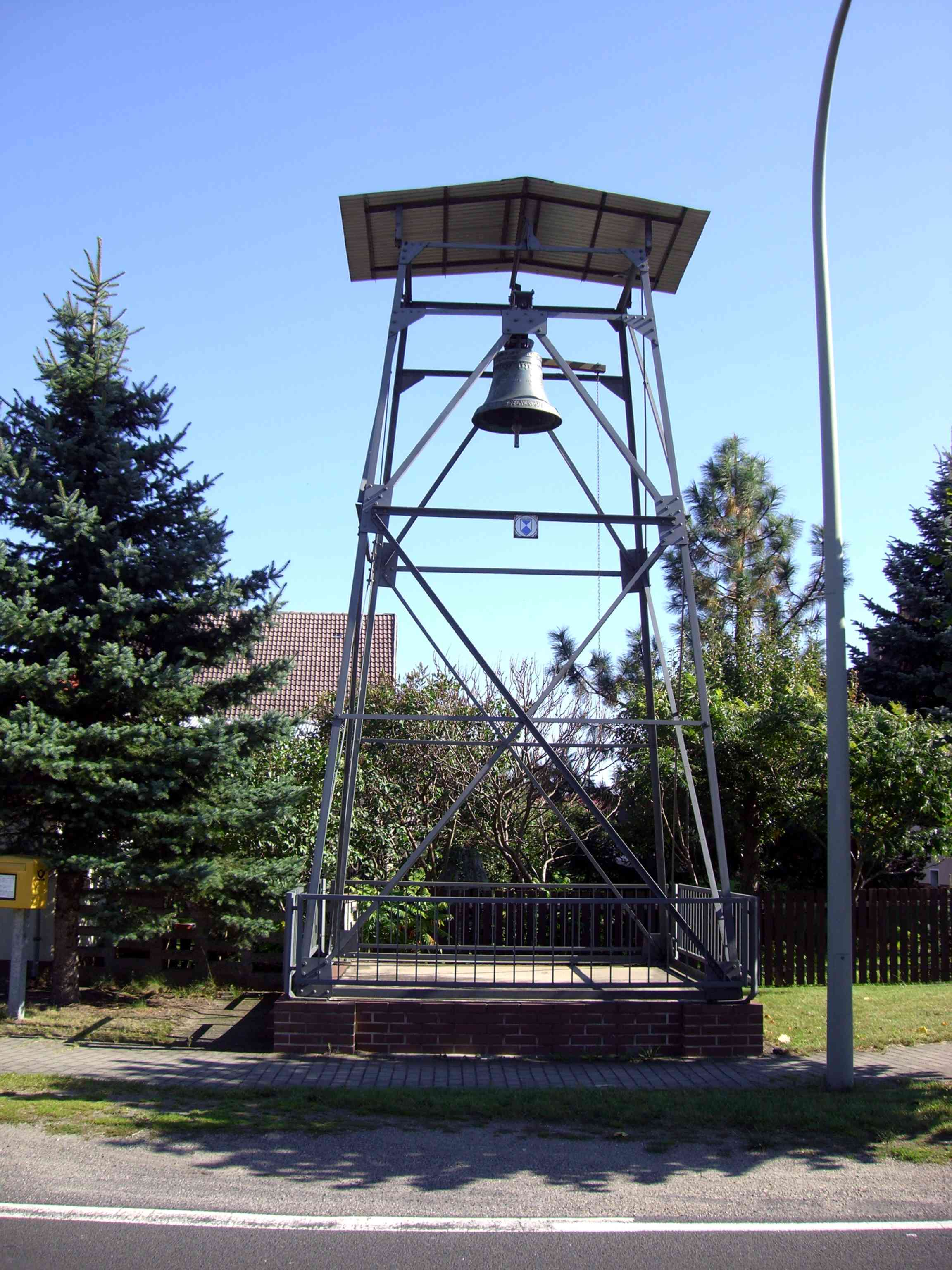
Glockenturm Reichenhain
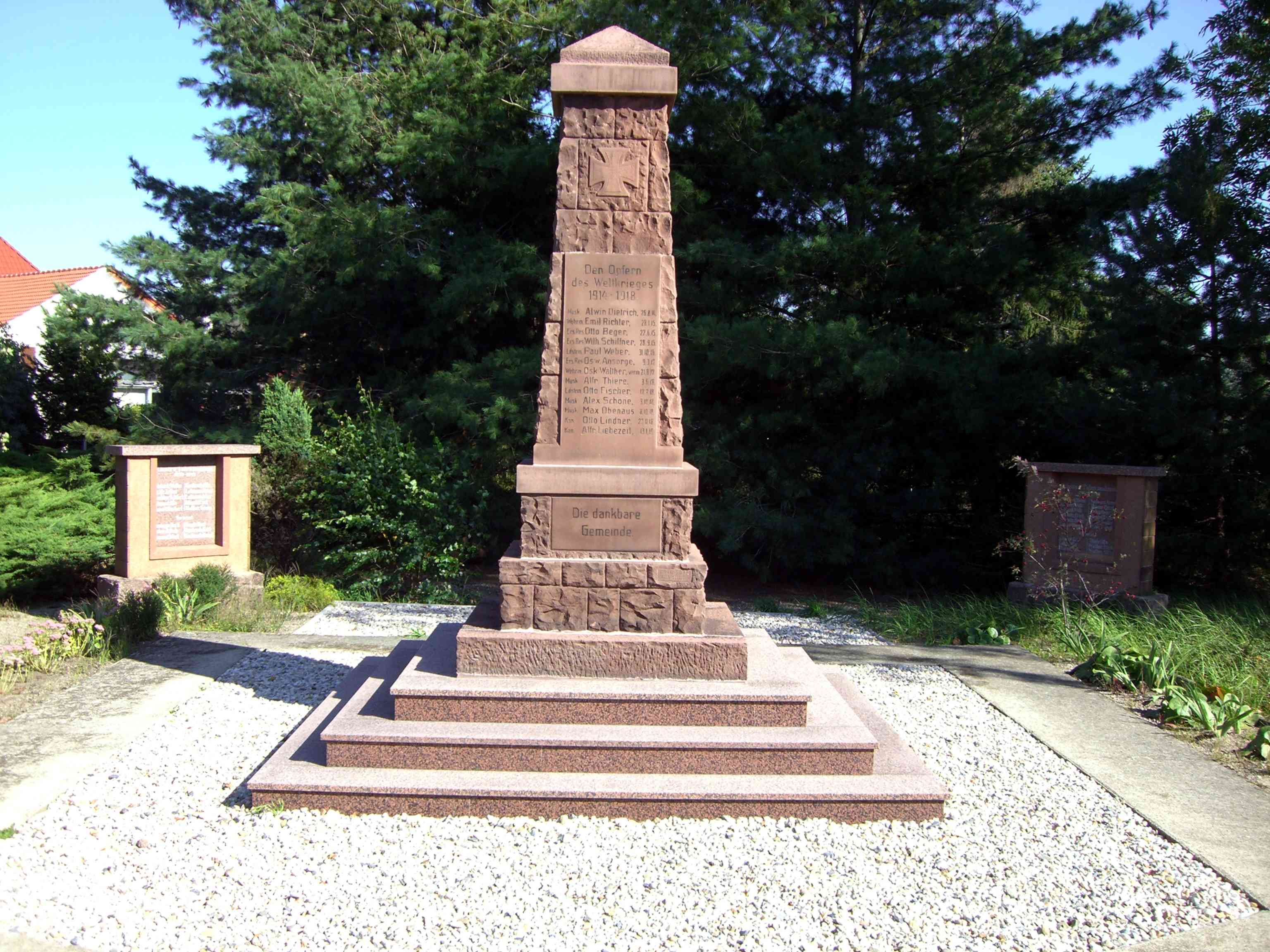
Kriegerdenkmal in Reichenhain
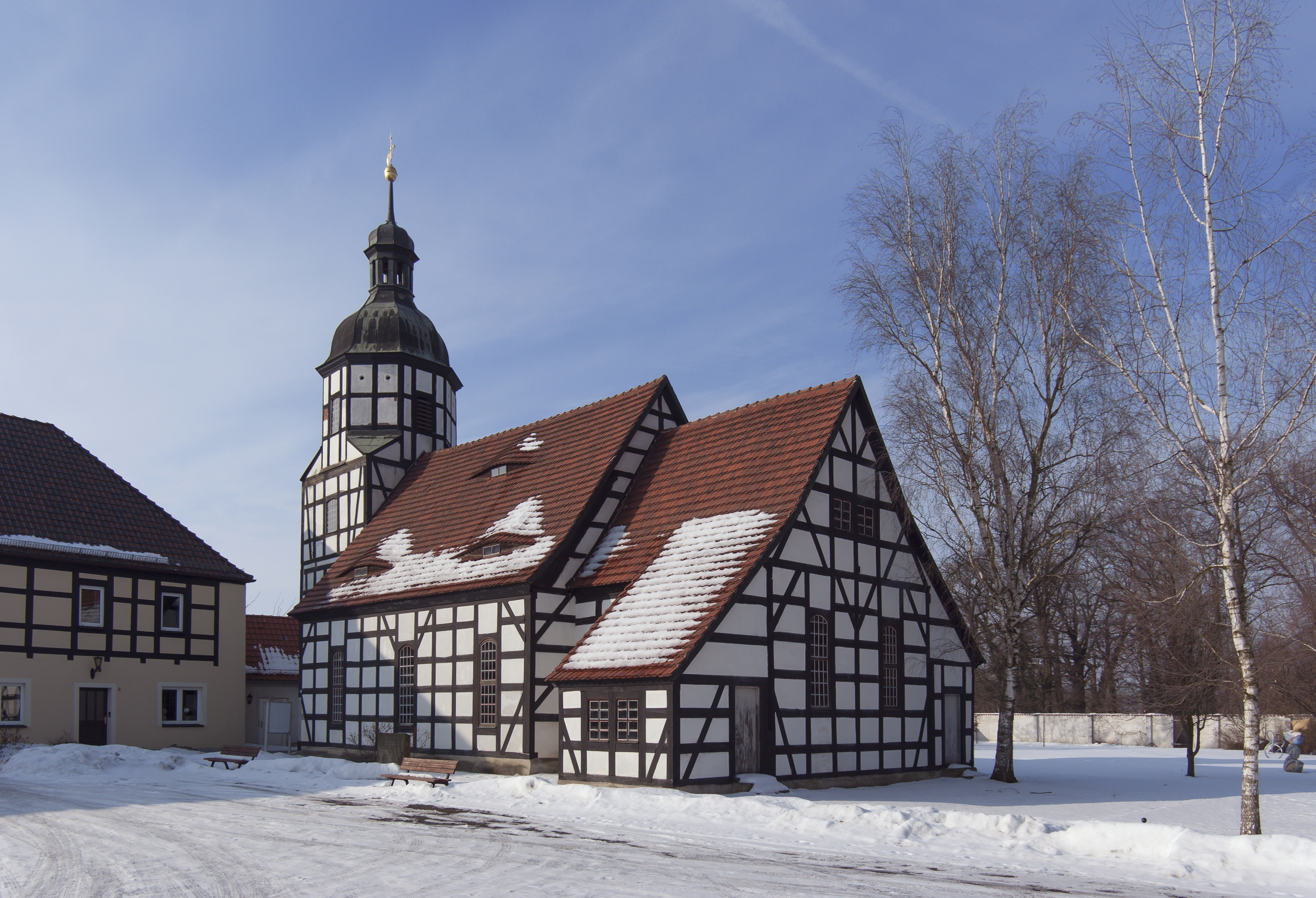
Gutskirche Saathain
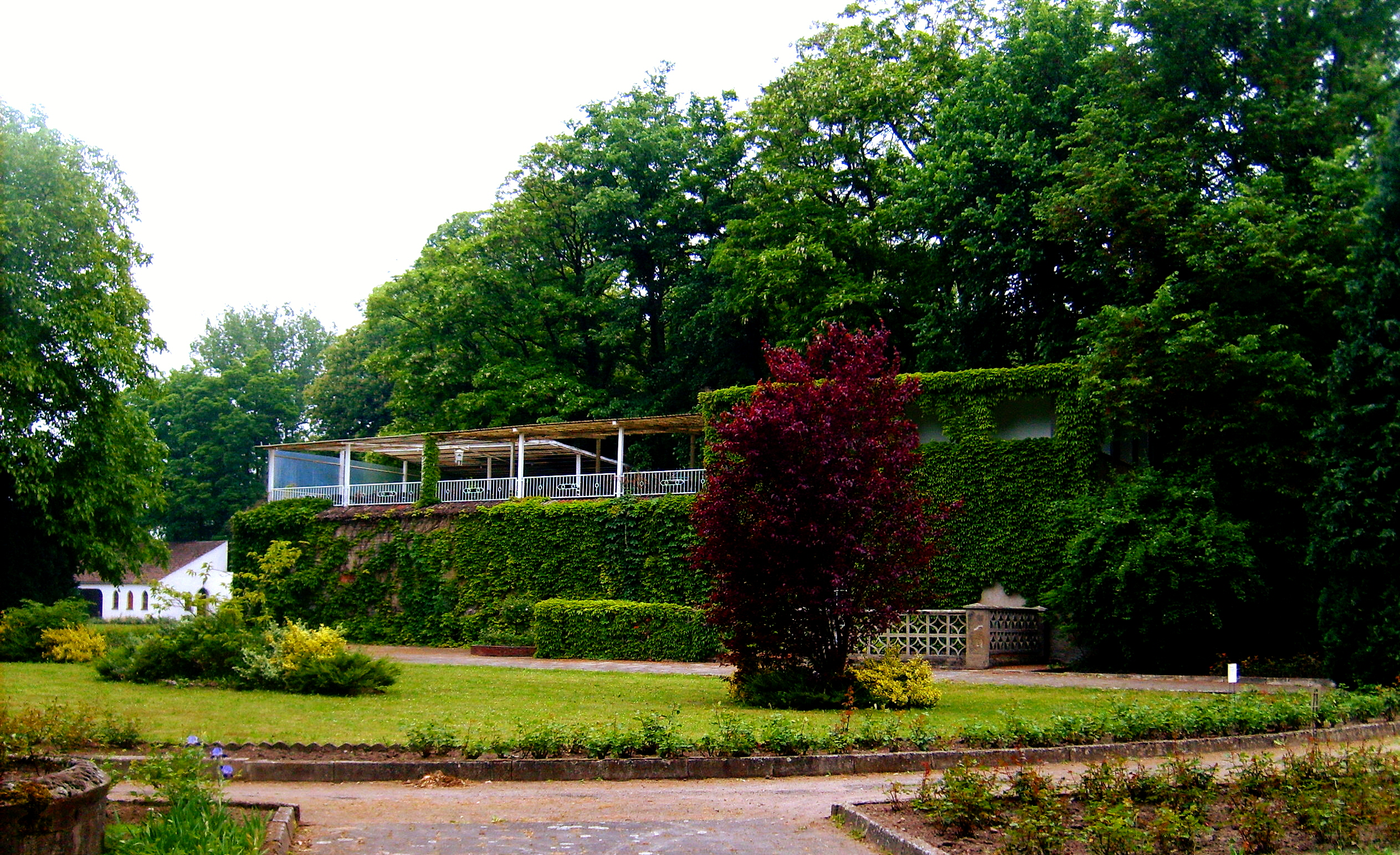
Rosengarten Saathain (einstiger Schlosspark)
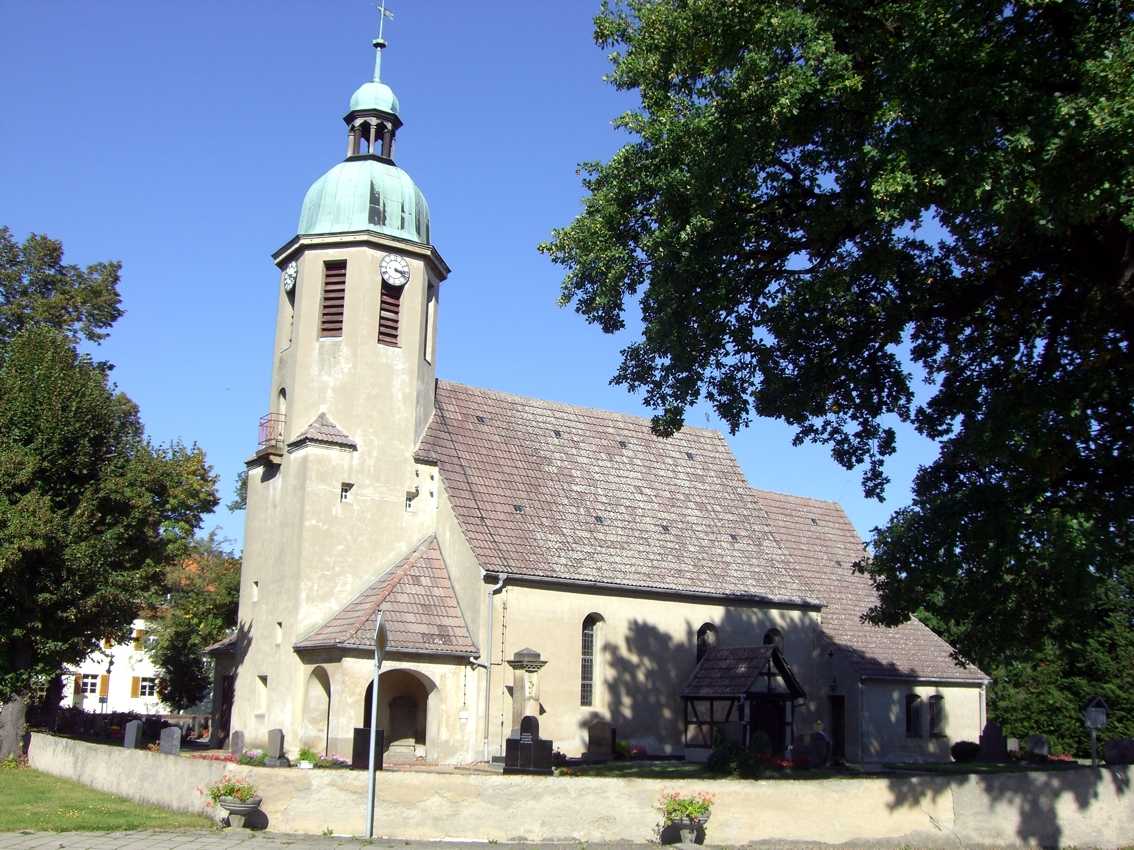
Dorfkirche Stolzenhain
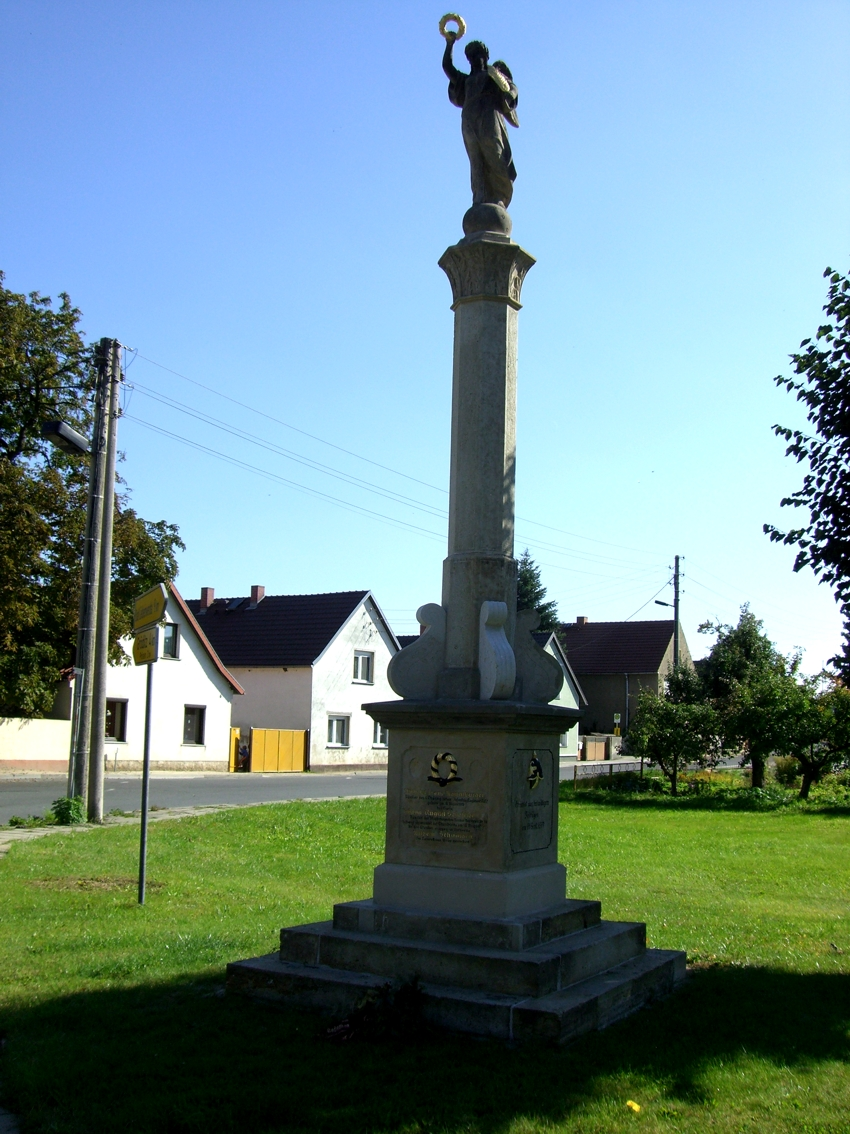
Krieger- denkmal in Stolzenhain
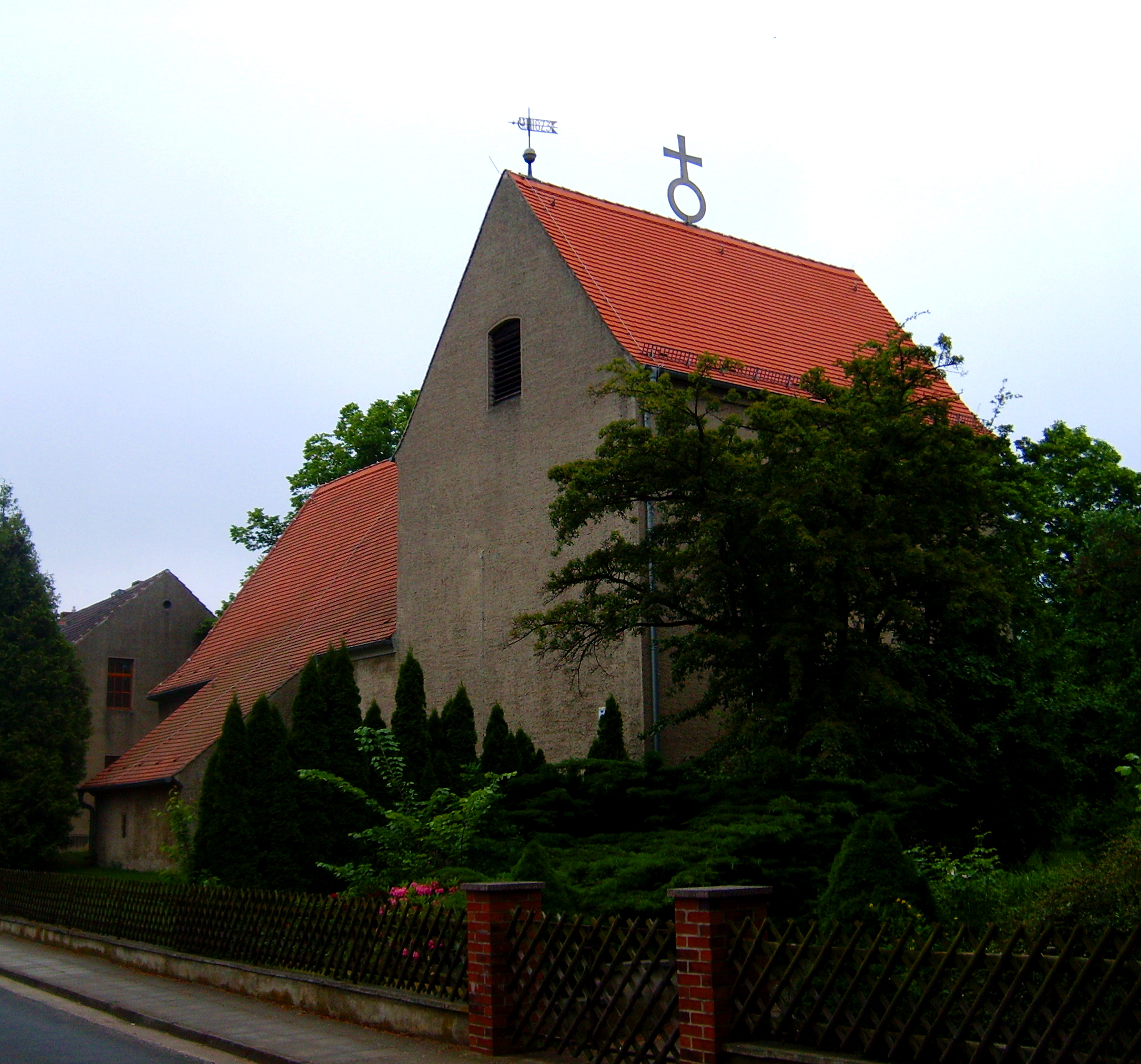
St. Katharina-Kirche in Würdenhain
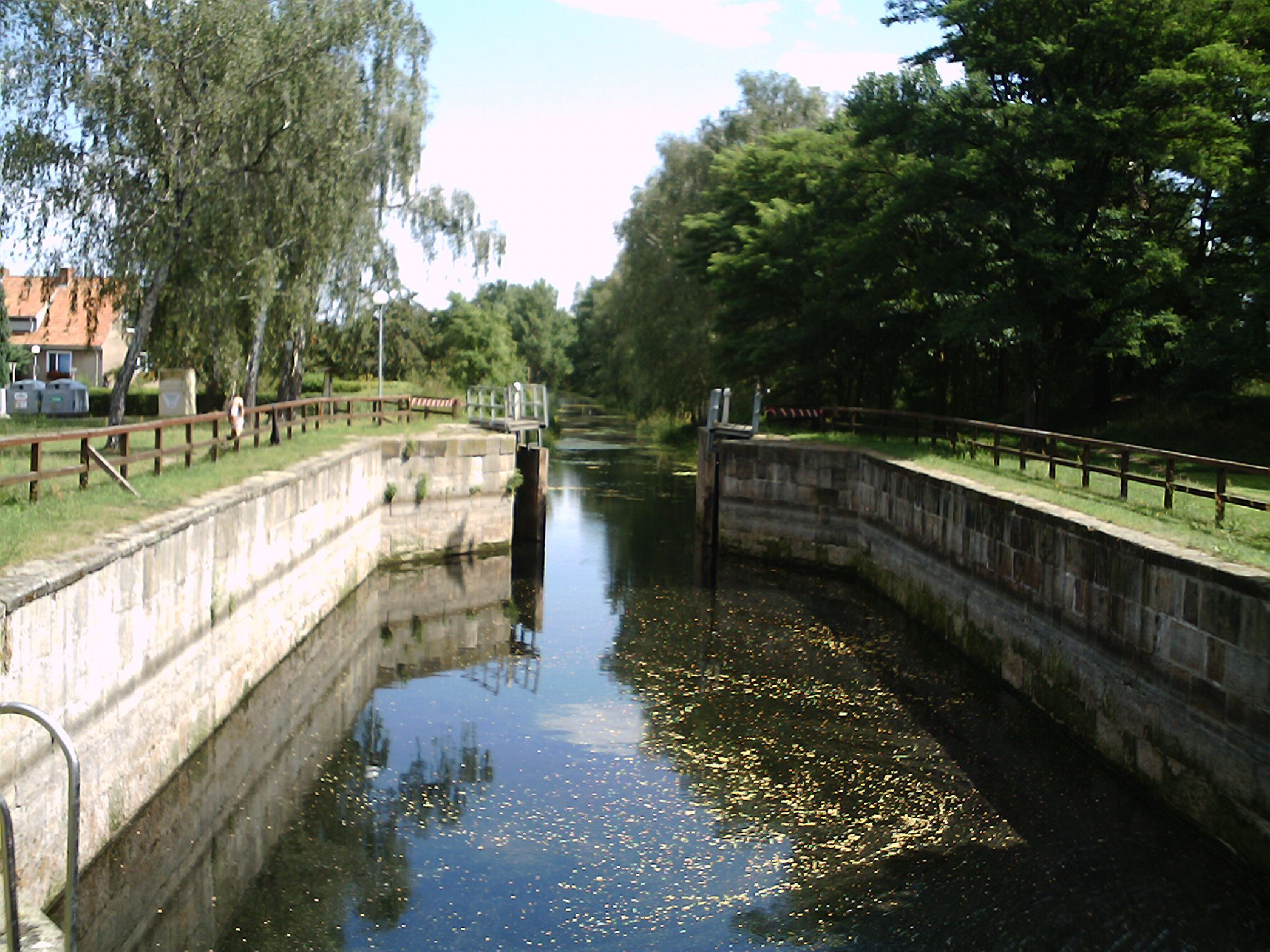
Schleuse Prösen

## Wirtschaft und Infrastruktur
Im Gemeindegebiet sind hauptsächlich Betriebe des Dienstleistungsgewerbes, des Handwerks und der Landwirtschaft ansässig. Gewerbegebiete befinden sich in Prösen sowie in Haida.

### Verkehr
Auf dem Territorium der Gemeinde Röderland verlaufen die Bundesstraßen B 101 zwischen Bad Liebenwerda und Elsterwerda, B 169 zwischen Elsterwerda  und Riesa sowie die Landesstraße L 59 zwischen Bad Liebenwerda und der sächsischen Landesgrenze.
Der Haltepunkt Prösen Ost (früher Prösen-Wainsdorf) liegt an der Bahnstrecke Berlin–Dresden (Regionalbahnlinie RB 31 Elsterwerda-Biehla–Dresden). Prösen und Prösen West an der Strecke Zeithain–Elsterwerda werden von der Regionalbahnlinie RB 45 Elsterwerda–Chemnitz bedient.

## Persönlichkeiten

### Ehrenbürger
- 2010, 26. Juni: Helmut Walther (* 1920), Bürgermeister in Reichenhain von 1961 bis 1987[14]
- 2015, 26. Juli: Heinz Dreißig (* 1925), Bürgermeister in Saathain von 1951 bis 1990, erhielt 1991 vom Deutschen Nationalkomitee für Denkmalschutz den „Deutschen Preis für Denkmalschutz“

### Söhne und Töchter der Gemeinde
- Walther von Köckritz (?–1411), Bischof von Merseburg, geboren in Saathain
- Samuel August Wagner (1734–1788), Mediziner, geboren in Saathain
- Karl Benedikt Suttinger (1746–1830), Pädagoge, geboren in Saathain
- Johann Christian Jahn (1797–1846), Pädagoge, geboren in Stolzenhain

### Mit Röderland verbundene Persönlichkeiten
- Felix Hoffmann (1896–1968), Heimatforscher, lebte in Haida
- Hans Wolfgang Bastian (1906–1942), Pfarrer in Saathain
- Rudolf Matthies (1909–1996), Heimatforscher und Lehrer, lebte in Haida
- Reinhard Höppner (1948–2014), Politiker (SPD), wuchs in Prösen auf
- Ralf Minge (* 1960), Fußballnationalspieler der DDR, wuchs in Prösen auf